# Policarp I al Bizanțului
Policarp I (n.  ? – d. 89 d.Hr., Bizanț, Imperiul Otoman, Turcia) a fost un episcop al Bizanțului între anii 69 și 89. A domnit în timpul persecuțiilor anticreștine ale împăratului Domițian.